# Martin Barták
Martin Barták (ur. 14 lutego 1967 w Pradze) – czeski lekarz i urzędnik państwowy, w latach 2009–2010 wicepremier i minister obrony.

## Życiorys
Ukończył szkołę średnią w Pradze, a w 1992 studia medyczne na stołecznym Uniwersytecie Karola. Odbywał staże naukowe na uczelniach w Wielkiej Brytanii i USA. Uzyskał specjalizację I stopnia z chirurgii (1995) oraz II stopnia z neurochirurgii (2001). W 1992 podjął pracę w praskim szpitalu Nemocnice Na Homolce. W 1996 był zatrudniony w szpitalu Radcliffe Infirmary w Oksfordzie. Zajął się też własną działalnością gospodarczą w branży konsultingowej.
W latach 2000–2006 był doradcą wiceprzewodniczącego ODS Petra Nečasa do spraw obronności i bezpieczeństwa. Od 2002 doradzał też przewodniczącemu komisji obrony i bezpieczeństwa w Izbie Poselskiej. W latach 2006–2009 pełnił funkcję wiceministra obrony. Od maja 2009 do lipca 2010 był wicepremierem oraz ministrem obrony w technicznym rządzie Jana Fischera. Później do 2011 zajmował stanowisko pierwszego wiceministra finansów, po czym wycofał się z aktywności publicznej.